# Shivaganj
Shivaganj (nep. शिवगंज) – gaun wikas samiti we wschodniej części Nepalu w strefie Meći w dystrykcie Jhapa. Według nepalskiego spisu powszechnego z 2001 roku liczył on 2691 gospodarstw domowych i 13552 mieszkańców (6949 kobiet i 6603 mężczyzn).